# 死ぬまで君を離さない
『死ぬまで君を離さない』（しぬまできみをはなさない）は1992年10月22日に発売されたKAN13作目のシングル。

## 収録曲
全曲　作詞・作曲：KAN　編曲：小林信吾/KAN
1. 死ぬまで君を離さない
テレビ東京系『いい旅・夢気分』エンディングテーマ（1992年10月-12月）。
ミュージック・ビデオはライブのリハーサル・パフォーマンスの映像を中心に、大量のテレビが爆発するシーンや古びた建物の崩壊シーンなどのモノクロ（一部カラー）映像を随所に挿入している。
2. KANのChristmas Song
『ケンタッキー・フライドチキン』クリスマスCMソング。
KANが最も敬愛するアーティストであるビリー・ジョエルの楽曲「ロンゲスト・タイム」（『イノセント・マン』収録）を模倣して作曲した、ほぼア・カペラのみで構成されたクリスマス・ソング。ア・カペラ音源は、「ロンゲスト・タイム」ではビリー自身が一人で多重録音しているが、本作ではKANとジョイ・マッコイ、ウォーネル・ジョーンズの3人で録音された。楽曲自体はデビュー直後1987年に完成。ライブでは1989年12月と1990年12月に大阪MIDシアターのみで演奏されたが、CD化のタイミングを逃していた。タイトルにアーティスト名を入れた理由についてKANは、「自分の死後であっても、いつかクリスマスのスタンダード・ナンバーになってほしい」という将来的な思いの他に、「これが自分の唯一のクリスマスソング」という意味合いも込めていた。しかし、7年後の1999年、もう1曲のクリスマスソングの、『今年もこうして二人でクリスマスを祝う』を発表。これについては「このメロディーには、こうした歌詞しかピッタリこなかったから、仕方が無かった」と語っている。
2023年12月12日、同年11月12日にKANが他界したことを受け、追悼企画としてKANをリスペクトするアーティスト7組によって結成されたユニットKAN with His Friendsによるカバー楽曲「KANのChristmas Song 2023」が発表される。参加メンバーは、aiko、トータス松本（ウルフルズ）、スキマスイッチ、根本要（スターダストレビュー）、秦基博、馬場俊英、槇原敬之[2]。
3. 死ぬまで君を離さない（オリジナル・カラオケ）